# Der Adjutant des Zaren
Der Adjutant des Zaren é um filme alemão de 1929, do gênero drama, dirigido por Vladimir Strizhevsky e estrelado por Ivan Mosjoukine, Carmen Boni e Fritz Alberti. Passa-se na Rússia Czarismo.

## Elenco
- Ivan Mosjoukine como Príncipe Boris Kurbski
- Carmen Boni como Helena di Armore
- Eugen Burg como Barão Korff
- George Seroff como General Koloboff
- Fritz Alberti como General Trunoff
- Daniel Dolski como servo de Prince
- Alexander Polonsky como servo
- Alexander Granach como Estranho